# Kuusankoski (district)
Le district de Kuusankoski (finnois : Kuusankosken suuralue) est une subdivision de la municipalité de Kouvola. 
D'une superficie de 137 km2, il couvre entièrement le territoire de l'ancienne municipalité de Kuusankoski.

## Quartiers du district
- Kuusankoski (21)
- Voikkaa (22)
- Kymintehdas (23)
- Pilkanmaa (24)
- Keltti (25)

## Zones statistiques
- Mäyrämäki (18)
- Ruotsula (19)
- Rantakulma (20)
- Voikkaa (21)
- Mattila (22)
- Pilkanmaa (23)
- Tähtee (24)
- Mäkikylä (25)
- Naukio (26)
- Kuusaa (27)
- Kuusaanniemi (28)
- Keltti (29)

## Distances
- Centre-ville de Kouvola: 7 km
- Koria: 8 km
- Valkeala: 15 km
- Aéroport d'Utti: 19 km